# جان هافمن
جان هافمن (انگلیسی: John Hoffman؛ ۸ دسامبر ۱۹۲۵ – ۱۵ آوریل ۱۹۸۷) یک ورزشکار دو و میدانی اهل ایالات متحده آمریکا بود.
از باشگاه‌هایی که در آن بازی کرده‌است می‌توان به شیکاگو بیرز اشاره کرد.